# Faucon-de-Barcelonnette
 Faucon-de-Barcelonnette  es una localidad y comuna de Francia, en la región de Provenza-Alpes-Costa Azul, departamento de Alpes de Alta Provenza, en el distrito de Barcelonnette. Es uno de los asentamientos humanos más antiguos del valle del río Ubaye.

## Demografía
| 144 | 153 | 128 | 113 | 199 | 208 | 293 |
| Para los censos de 1962 a 1999 la población legal corresponde a la población sin duplicidades (Fuente: INSEE [Consultar]) |     |     |     |     |     |     |

## Lugares de interés
- Iglesia de Saint-Étienne
- La Torre de l'Horloge, del siglo XVI.

## Personalidades
- San Juan de Mata, fundador de la Orden de la Santísima Trinidad y de los cautivos, nacido en la localidad en 1160.